# Miss Tierra 2001
Miss Tierra 2001 fue la 1.ª edición del certamen de belleza de Miss Tierra, organizado por Carousel Productions. El desfile de la noche de coronación se llevó a cabo el 28 de octubre de 2001 en la Universidad de Filipinas en Ciudad de Quezón, Gran Manila, Filipinas. Las 42 delegadas que compitieron en el certamen tuvieron conciencia y cuidado del Medio Ambiente. Catharina Svensson de Dinamarca, quien es modelo, y fue estudiante de Derecho, fue la primera ganadora del certamen.
El concurso, denominado «Bellezas por una causa», adoptó las partes comunes de las inclinaciones de belleza, como el desfile de las delegadas en las categorías trajes de baño, vestido largo, y concursos de talento, pero se le dio más importancia al cuidado ecológico y ambiental a la hora de las entrevistas.
Miss Tierra fue lanzado oficialmente mediante una conferencia de prensa el 3 de abril de 2001, junto con la búsqueda de Miss Filipinas para representar a Filipinas en la competencia internacional. Del mismo modo, el desfile fu auspiciado por las agencias del gobierno de Filipinas, como el Departamento Filipino de Turismo (DOT), el Departamento de Medio Ambiente y Recursos Naturales (DENR), la Autoridad de Desarrollo Metropolitano de Manila (MMDA), y al menos dos grupos ambientalistas internacionales como Programa de las Naciones Unidas para el Medio Ambiente (PNUMA) y la Liberación Global Americana para avanzar en su defensa del medio ambiente.

## Resultados
De las 42 candidatas 10 de ellas fueron seleccionadas en las semifinales. Luego de 10 se redujo a 4 finalistas que fueron elegidas de la fase inicial de preguntas y respuestas. Se pidió a las finalistas interpretar o comentar las imágenes mostradas a ellas, que representa la belleza y los problemas del medio ambiente.
| Resultados Finales       | Finalistas |
| ------------------------ | --- |
| Miss Tierra 2001         | - Dinamarca - Catharina Svensson |
| Miss Tierra - Aire 2001  | - Brasil - Simone Régis |
| Miss Tierra - Agua 2001  | - Kazajistán - Margarita Kravtsova |
| Miss Tierra - Fuego 2001 | - Argentina - Daniela Stucan |
| Semifinalistas (Top 10)  | - Bolivia - Catherine Villarroel - Estonia - Evelyn Mikomägi - India - Shamita Singha - Letonia - Jelena Keirane - Estados Unidos - Abigail Royce - Filipinas - Carlene Ang Aguilar |

### Premios especiales
| Premio                   | Candidata                        |
| ------------------------ | -------------------------------- |
| Miss Simpatía            | Japón - Misuzu Hirayama          |
| Miss Fotogénica          | Argentina - Daniela Stucan       |
| Miss Talento             | Letonia - Jelena Keirane         |
| Mejor en Traje de Baño   | Kazajistán - Margarita Kravtsova |
| Mejor en Vestido de Gala | Filipinas - Carlene Aguilar      |
| Mejor Traje Nacional     | India - Shamita Singha           |

### Respuesta ganadora
- Pregunta final en Miss Tierra 2001: «La tecnología hace la vida. Es muy conveniente, pero también está siendo culpado por ciertos problemas ambientales. ¿Cómo se propone encontrar un equilibrio entre la tecnología y la preservación de la Tierra?»[6]
- Respuesta de Miss Tierra 2001: «Bueno, por supuesto, la tecnología hace la gran cantidad de problemas para nosotros en el medio ambiente, pero podemos hacer algo para que sea mejor, por ejemplo en Dinamarca, trabajamos mucho de la agricultura y la usamos mucho..., y de la tecnología para que sea más fácil para nosotros. Pero eso también significa que se utiliza una gran cantidad de productos químicos que se diseminan y bajan a un agua subterránea y hace que el agua subterránea esté contaminada. Entonces, lo que podemos hacer y lo que estamos haciendo en este momento es para tratar de hacer una normativa en lo que se permite la utilización de productos químicos y de ese modo hacer que los controles de la misma para que podamos usar esos menos productos químicos». - Catharina Svensson (Dinamarca).[6]

## Organización
El concurso fue organizado por Canal V VJ y conducido por Asha Gill, exreina de belleza tailandesa, y la actriz Emma Suwanalat, además el excantante y actor, ahora empresario Jaime Garchitorena. Se emitió en Canal 9 RPN, Star World TV, y también el espectáculo fue transmitido en otros 35 países del mundo en noviembre de 2001.

## Eventos preliminares
35 de las 42 candidatas de Miss Tierra 2001 se presentaron a los medios de comunicación el 11 de octubre de 2001 en la piscina del Hotel Intercontinental Manila en la ciudad de Makati, Filipinas.
Las representantes pasaron 21 días en la participación en las actividades de plantación de árboles, visitas de caridad, visitas de cortesía a los patrocinadores, cenas, asistiendo a seminarios públicos sobre la separación de residuos y la preservación del medio ambiente, la promoción de causas ambientales en las escuelas de Gran Manila, y recorrido por las principales ciudades de Filipinas, visitando lugares de interés turístico, incluyendo el Dos Palmas Resort en Bahía Honda, Palawan y otros destinos de ecoturismo en Filipinas como Bohol, en los Arrozales en terrazas de las cordilleras de Filipinas de Banaue, Benguet, y Davao. Los viajes fueron patrocinados por el Departamento de Turismo de Palawan y del gobierno filipino.

## Candidatas
Esta es la lista de las candidatas y los países que representaron en Miss Tierra 2001.
| - Argentina - Daniela Stucan - Australia - Christy Anderson - Bolivia - Catherine Villarroel - Brasil - Simone Régis - Canadá - Michelle Carrie Lillian Weswaldi - Colombia - Natalia Botero Argote - Croacia - Ivana Galesic - Dinamarca - Catharina Svensson - El Salvador - Grace Marie Zabaneh Menéndez - España - Noemi Caldas Ortiz - Estados Unidos - Abigail Royce - Estonia - Evelyn Mikomägi - Etiopía - Nardos Tiluhan Wondemu - Filipinas - Carlene Aguilar - Finlandia - Martina Kortelampi - Gibraltar - Charlene Ann Figueras - Guatemala - Carmina Elizabeth Paz Hernández - Hungría - Krisztina Kovacs - India - Shamita Singha - Italia - Monica Rosetti - Japón - Misuzu Hirayama | - Kazajistán - Margarita Kravtsova - Kenia - Aqua Bonsu - Letonia - Jelena Keirane - Líbano - Adelle Raymond Boustany - Malasia - Joey Tan Eng Li - Nicaragua - Karla José Leclair Monzón - Nueva Zelanda - Abbey Flynn - Países Bajos - Jamie-Lee Huisman - Panamá - Aliana Khan - Perú - Paola Barreda Benavides - Puerto Rico - Amaricelys Reyes Guzmán - República Dominicana - Catherine Núñez - Rusia - Victoriya Bonnya - Singapur - Calista Ng Poh Li - Sudáfrica - Inecke van der Westhuizen - Tailandia - Victoria Wachholz - Taiwán - Hsiu Chao-Yun - Tanzania - Hilda Bukozo - Turquía - Gozde Bahadir - Venezuela - Lirigmel Gabriela Ramos Salazar - Zanzíbar - Sheena Nanty |

retiros:
- Antigua y Barbuda - Janil Bird
- Bélgica - Caroline Costermans

## Acerca de las candidatas
Las candidatas que han participado en otros concursos de belleza internacionales anteriormente o lo hicieron después:
- Evelyn Mikömagi de Estonia participó en Miss Universo 2000, donde fue semifinalista, y Grace Marie Zabaneh de El Salvador participó en Miss Universo 2001.
- Michelle Carrie Lillian Weswaldi representó a Canadá en Miss Mundo 1996, y Margarita Kravtsova de Kazajistán en Miss Mundo 2000, donde fue uno de los finalistas.
- Daniela Stucan de Argentina fue representante en Miss Mundo 2000 antes de participar en Miss Tierra 2001. Más tarde representó a su país en Miss Universo 2007, sin figuración.
- Catherine Villarroel Márquez de Bolivia representó a su país en Miss Internacional 2000.
- Carlene Ang Aguilar de Filipinas participaría más tarde en Miss China International 2004, donde quedó como 2° finalista y en Miss Mundo 2005 donde clasificó en la etapa semifinalista.
- Jelena Keirane de Letonia más tarde participó en Miss Internacional 2004, donde clasificó en la fase de semifinalistas.

## Sobre los países en Miss Tierra 2001
Argentina, Australia, Bolivia, Brasil, Canadá, Colombia, Croacia, Dinamarca, El Salvador, España, Estados Unidos, Estonia, Etiopía, Filipinas, Finlandia, Gibraltar, Guatemala, Hungría, India, Italia, Japón, Kazajistán, Kenia, Letonia, Líbano, Malasia, Nicaragua, Nueva Zelanda, Países Bajos, Panamá, Perú, Puerto Rico, República Dominicana, Rusia, Singapur, Sudáfrica, Taiwán, Tanzania, Turquía, Venezuela, Zanzíbar participaron por primera vez en el certamen.